# 1938 în științifico-fantastic

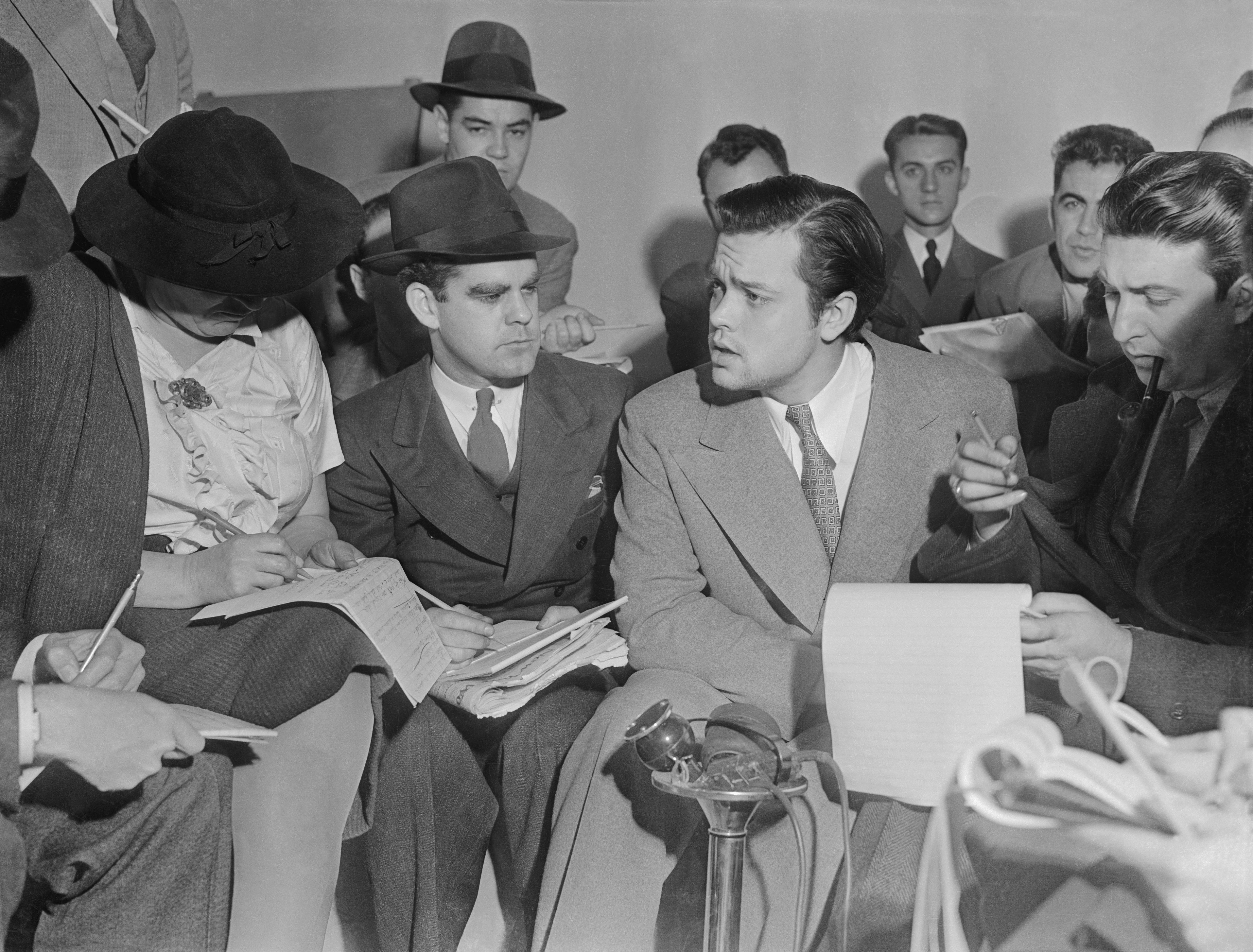
Orson Welles spune reporterilor că nu a avut nicio idee că episodul-radio War of the Worlds va provoca panică (31 octombrie 1938)

- 1937 în științifico-fantastic — 1938 în științifico-fantastic — 1939 în științifico-fantastic

1938 în științifico-fantastic a implicat o serie de evenimente:
- 30 octombrie - este transmis la radio episodul Războiul lumilor regizat și narat de actorul și viitorul producător de filme Orson Welles; o adaptare a romanului lui H. G. Wells Războiul lumilor (1898). Episodul a devenit faimos deoarece a cauzat panică în rândul ascultătorilor, cu toate acestea proporția panicii este disputată deoarece relativ programul a avut puțini radioascultători.[1]

## Nașteri și decese

### Nașteri
- Hans-Jürgen Dittfeld
- Peter Griese (d. 1996)
- Paul van Herck (d. 1989)
- Michael Kurland
- Justin Leiber (d. 2016)
- Larry Niven
- William Voltz (d. 1984)
- Ted White
- M. K. Wren (d. 2016)
- Janusz A. Zajdel (d. 1985)

### Decese
- Curt Abel-Musgrave (n. 1860)
- Karel Čapek (n. 1890)
- Frigyes Karinthy (n. 1887)
- Karl August von Laffert (n. 1872)
- Max Osterberg (n. 1865)
- Emil Sandt (n. 1864)

## Cărți

### Romane
- For Us, The Living: A Comedy of Customs de Robert A. Heinlein
- Galactic Patrol de E. E. Smith
- Out of the Silent Planet de C. S. Lewis

### Povestiri
- "Azathoth" de H. P. Lovecraft
- "The Command" de L. Sprague de Camp
- "Helen O'Loy" de Lester del Rey
- "Hollerbochen's Dilemma" de Ray Bradbury
- "How We Went to Mars" de Arthur C. Clarke
- "Hyperpilosity" de L. Sprague de Camp
- "The Men and the Mirror" de Ross Rocklynne
- "The Merman" de L. Sprague de Camp
- "Rule 18" de Clifford D. Simak
- "Tidal Moon" de Stanley G. Weinbaum și Helen Weinbaum
- Cine-i acolo ?  -- Who Goes There?,  nuvelă de John W. Campbell, Jr.

## Filme
| Titlu                         | Regizor                       | Distribuție                                       | Țara                       | Sub-Gen /Note           |
| ----------------------------- | ----------------------------- | ------------------------------------------------- | -------------------------- | ----------------------- |
| The Fighting Devil Dogs       | William Witney, John English  | Lee Powell, Herman Brix                           | Statele Unite ale Americii | Serial cinematografic   |
| Flash Gordon's Trip to Mars   | Ford I. Beebe, Robert F. Hill | Larry "Buster" Crabbe, Jean Rogers, Frank Shannon | Statele Unite ale Americii | Serial cinematografic   |
| Flight to Fame                | C. C. Coleman Jr.             | Charles Farrell, Jacqueline Wells, Hugh Sothern   | Statele Unite ale Americii | [ 3 ] [ 4 ] [ 5 ] [ 6 ] |
| The Secret of Treasure Island | Elmer Clifton                 | Don Terry, Gwen Gaze, Walter Miller               | Statele Unite ale Americii |                         |
|                               |                               |                                                   |                            |                         |